# Kanton Gavray
Kanton Gavray (francouzsky Canton de Gavray) by francouzský kanton v departementu Manche v regionu Dolní Normandie. Tvořilo ho 13 obcí. Zrušen byl po reformě kantonů 2014.

## Obce kantonu
- La Baleine
- Gavray
- Grimesnil
- Hambye
- Lengronne
- Le Mesnil-Amand
- Le Mesnil-Garnier
- Le Mesnil-Rogues
- Le Mesnil-Villeman
- Montaigu-les-Bois
- Saint-Denis-le-Gast
- Sourdeval-les-Bois
- Ver